# Oberreute
Oberreute – miejscowość i gmina w południowych Niemczech, w kraju związkowym Bawaria, w rejencji Szwabia, w regionie Allgäu, w powiecie Lindau (Bodensee), wchodzi w skład wspólnoty administracyjnej Stiefenhofen. Leży w Allgäu, około 20 km na wschód od Lindau (Bodensee), przy drodze B308.

## Polityka
Wójtem gminy Oberreute jest Gerhard Olexiuk z CDU, w radzie gminy zasiada 12 radnych.
|      | CSU/Bezpartyjni | Razem |
| 2008 | 12              | 12    |